# Christiania Fusel & Blaagress
Christiania Fusel & Blaagress är en norsk bluegrass-grupp som bildades hemma hos Øystein Sunde i februari 1968. Gruppens mest aktiva period var mellan 1968 och 1973. Gruppen spelade in och utgav albumet Som varmt hvetebrød i tørt gress 1972. Sedan dess har aktiviteten blivit mer sporadisk.

## Medlemmar
- Øystein Sunde – akustisk gitarr, elektrisk gitarr, mandolin, dobro, steelgitarr (1968– )
- Kåre Schanche – gitarr (1968–1970)
- Fredrik Wibe – kontrabas (1968–2017, död 2017)
- Anne Elisenberg – fiol, tvättbräda, banjo (1968–?, död 2017)
- Gerd Gudding – fiol (1968–?, död 2015)
- Kari Svendsen – banjo, tuba (1968–1969)
- Einar Mjølsnes – fiol, hardingfela (1970– )
- Wiggo Elisenberg – gitarr, klarinett, saxofon, tvättbräda (1970– )

## Diskografi
Album
- 1972 – Som varmt hvetebrød i tørt gress

Singlar
- 1968 – "Det kjem nok betre tider" / "Mamma vi'kke ha"
- 1972 – "Ola Olsen" / "Fanitullen"
- 1972 – "Gamle-Eriks drøm" / "Rauma-banen"